# شهرستان اسکات (آرکانزاس)
شهرستان اسکات، آرکانزاس (به انگلیسی: Scott County, Arkansas) شهرستانی در ایالات متحده آمریکا است که در آرکانزاس واقع شده‌است.

## خصوصیات
شهرستان اسکات ۲٬۳۲۵٫۸۲ کیلومترمربع مساحت دارد.